# Cabildo di San Juan Tenochtitlan
Il cabildo di San Juan Tenochtitlan fu un consiglio amministrativo istituito nel XVI secolo per dotare la città di Tenochtitlán di un governo in stile spagnolo.
Questo cabildo era formato da un solo governatore, un certo numero di alcalde e di regidor, ed altri ufficiali minori.

## Governatore
All'inizio il titolo di governatore veniva assegnato al tlatoani (titolo dinastico indigeno), ed i primi quattro governatori furono tutti chiamati cacique y gobernador ("capo indiano e governatore") o señor y gobernador ("signore e governatore"). In seguito, quando il titolo non fu più ereditario, i governatori furono chiamati juez-gobernador ("giudice-governatore") o semplicemente gobernador ("governatore").
Nel 1564 il governatore riceveva un salario di 400 pesos l'anno.
1. Diego de Alvarado Huanitzin (1538–1541)
2. Diego de San Francisco Tehuetzquititzin (1541–1554)
3. Esteban de Guzmán (1554–1557) — juez de residencia
4. Cristóbal de Guzmán Cecetzin (1557–1562)
5. Luis de Santa María Nanacacipactzin (1563–1565)
6. Francisco Jiménez (1568–1569)
7. Antonio Valeriano il Vecchio (1573–1599)
8. Gerónimo López (1599–1608)
9. Juan Bautista (1609)
10. Juan Pérez de Monterrey (1610–1614)

## Alcalde
Nuovi alcalde venivano eletti ogni anno. Fino al 1600 gli alcalde erano due. Negli anni dispari erano rappresentanti dei "barrio" di San Pablo Teopan e di San Juan Moyotlan, mentre nei pari rappresentavano San Sebastián Atzaqualco e Santa María la Redonda Cuepopan. Nel 1600 il numero fu portato a quattro, uno per ogni distretto; nel 1610 divennero otto, due per distretto.
Nel 1564 gli alcalde ricevevano un salario di 50 pesos.
| 1555 | Alonso de San Miguel (San Pablo)           | Miguel Díaz (San Juan)                          |
| 1556 | Miguel Sánchez Yscatl (San Sebastián)      | Cristóbal de Guzmán Cecetzin (Santa María)      |
| 1557 | Tomás de Aquino Yspopulac (San Pablo)      | Luis de Santa María Nanacacipactzin (San Juan)  |
| 1558 | Martín Cano (San Sebastián)                | Pedro de la Cruz Tlapaltecatl (Santa María)     |
| 1559 | Pedro García Tenylotl (San Pablo)          | Lucas Cortés Tenamaz (San Juan)                 |
| 1560 | Miguel Sánchez Yscatl (San Sebastián)      | Melchior Díaz Suchipepena (Santa María)         |
| 1561 | Luis de Paz Huehuezaca (San Pablo)         | Toribio Vásquez Tlacuscalcal (San Juan)         |
| 1562 | Martín Cano (San Sebastián)                | Pedro de la Cruz Tlapaltecatl (Santa María)     |
| 1563 | Tomás de Aquino Yspopulac (San Pablo)      | Lucas Cortés Tenamaz (San Juan)                 |
| 1564 | Martín de San Juan Ezmalin (San Sebastián) | Antonio de Santa María Mexicaytoa (Santa María) |
| 1565 | Pedro Dionisio (San Pablo)                 | Toribio Vásquez Tlacuscalcal (San Juan)         |
| 1566 | Miguel Sánchez Yscatl (San Sebastián)      | Francisco Xuárez (Santa María)                  |
| 1567 | Luis de Paz Huehuezaca (San Pablo)         | Martín Hernández Acatecatl (San Juan)           |
| 1568 | Juan García Totoco (San Sebastián)         | Diego de Tovar (Santa María)                    |

## Regidores
Tenochtitlan aveva dodici regidores, un numero stranamente alto. Come gli alcalde, i regidor rappresentavano le quattro suddivisioni di Tenochtitlan, nonostante la rappresentanza di San Juan Moyotlan fosse sproporzionata.
Nel 1564 i regidores ricevevano un salario di 20 pesos.